# Susanna Arwin

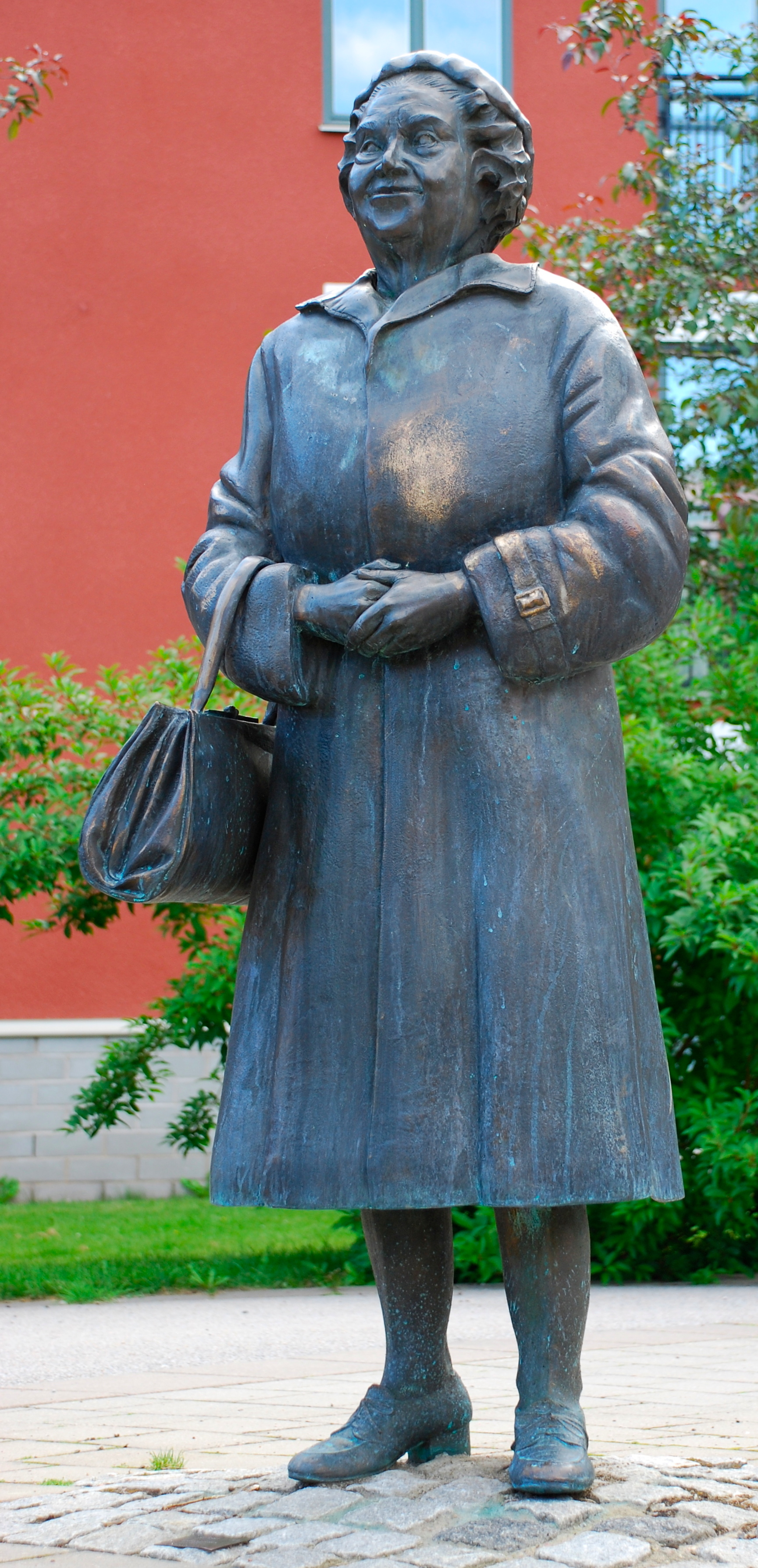
Den svenska tanten 2005, bostadsområdet Slottsstaden, Växjö.

Susanna Helena Maria Arwin, född 15 november 1959 i Linköping, är svensk målare och skulptör.

## Biografi och verksamhet
Susanna Arwin växte upp i Växjö och utbildade sig på Beckmans designhögskola i Stockholm, Gerlesborgsskolan i Bohuslän, i Florens i Italien och School of Visual Arts i New York i USA. Projektet Den svenska tanten inleddes 1995. Hon har haft en handfull offentliga uppdrag.

## Den svenska tanten
Den svenska tanten finns som skulptur, måleri och screentryck. "Att vara 'tant' har för mig inget att göra med de yttre attributen. Det är ett tillstånd där de inre kvaliteterna såsom trygghet, fundamental enkelhet, rättframhet, civilkurage, fötterna på jorden, och en okonstlad 'vanlighet' som är grunden. Man kan säga att när man är tant, är man så vanlig att man blir ovanlig..." sa Arwin 2013. Sedan 2005 finns bronsskulpturen Den svenska tanten i bostadsområdet Slottsstaden i Växjö och liknande verk visades på Tantfullness i Tomelilla konsthall 2013 och Tanter i tiden på Edsviks konsthall 2014.

## Offentliga verk i urval
- Civilkuragets moder, brons, 2015, vid Varbergs fästning i Varberg[6]
- Väskberget - vapenarsenalen, brons, 2017, Björkhagen i Stockholm[7]